# Geir Karlsen
Geir Sigurd Karlsen (ur. 18 września 1948 w Skien, zm. 26 lipca 2024) – norweski piłkarz występujący na pozycji bramkarza.

## Kariera klubowa
Karlsen karierę rozpoczynał w sezonie 1966 w pierwszoligowym zespole Odds BK. W sezonie 1967 spadł z nim do drugiej ligi, a sezon później do trzeciej. W 1970 roku został graczem pierwszoligowego Rosenborga. W sezonie 1971 wywalczył z nim mistrzostwo Norwegii oraz Puchar Norwegii, a w sezonach 1970 oraz 1973 wicemistrzostwo Norwegii.
W 1973 roku Karlsen przeszedł do szkockiego Dunfermline ze Scottish Division One. Spędził dwa sezony. Potem wrócił do Norwegii, gdzie został zawodnikiem pierwszoligowej Vålerenga Fotball. W sezonie 1975 spadł z nią do drugiej ligi, ale w kolejnym awansował z powrotem do pierwszej. W 1980 roku wrócił do Odds BK, grającego już w drugiej lidze. W sezonie 1982 spadł z nim do trzeciej ligi. W 1983 roku zakończył karierę.

## Kariera reprezentacyjna
W reprezentacji Norwegii Karlsen zadebiutował 13 listopada 1969 w wygranym 3:1 towarzyskim meczu z Gwatemalą. W latach 1969–1977 w drużynie narodowej rozegrał 31 spotkań.